# Suzdal
Suzdal (rusky Суздаль) je město v Rusku, administrativní centrum Suzdalského rajónu Vladimirské oblasti. Leží na řece Kamence, přítoku Něrlu, 26 km severně od Vladimiru. Žije zde okolo 10 tisíc obyvatel.
Suzdal je městem mnoha historických památek, z nichž některé jsou od roku 1992 v rámci Bílých památek Vladimiru a Suzdalu zaneseny na seznam světového dědictví UNESCO. Suzdal je také nedílnou součástí zlatého prstenu Ruska.

## Název
V nejstarší ruské kronice Pověst dávných let je roku 1024 sídlo označeno jako Suždal (Суждаль) , což může znamenat založit zde město nebo město má být zde.
Dle teorie etymologa a lingvisty O. N. Trubačova má název města původ ve staroslověnském slovese съзьдати (s'zdati), jehož jedním z významů bylo slepit z hlíny. (Od tohoto slovesa je odvozen moderní ruský výraz „создать“ – vytvořit, stvořit, postavit, vyrobit apod. ). Lingvista V. P. Něroznak se domníval, že název Суздаль vznikl z tvaru téhož slovesa v první osobě - ziždu (зижду), tedy stavím..
V 19. století přišel finský etnograf D. E. D. Europaeus s teorií, že úvodní část suzda- má původ ve finském výrazu “susi“, resp. estonském “suzi“ s významem vlk. Lingvista А. А. Šachmatov ve finsko-ugrickém klíči název rekonstruoval jako *susudal, což však odmítl М. Vasmer, s odůvodněním, že takový výraz ve finštině neexistuje.

## Historie
Nejstarší písemná zmínka o Suzdalu pochází z Novgorodského kodexu, kde se roku 999 píše, že jakýsi mnich Isaakij byl ustanoven popem v suzdalském chrámu svatého Alexandra-Arména. Nejstarší kronikářská zmínka pochází z Pověsti dávných let, kde se upomíná povstání pohanských žreců roku 1024.

Roku 1107 město oblehli a dobyli Volžští Bulhaři.

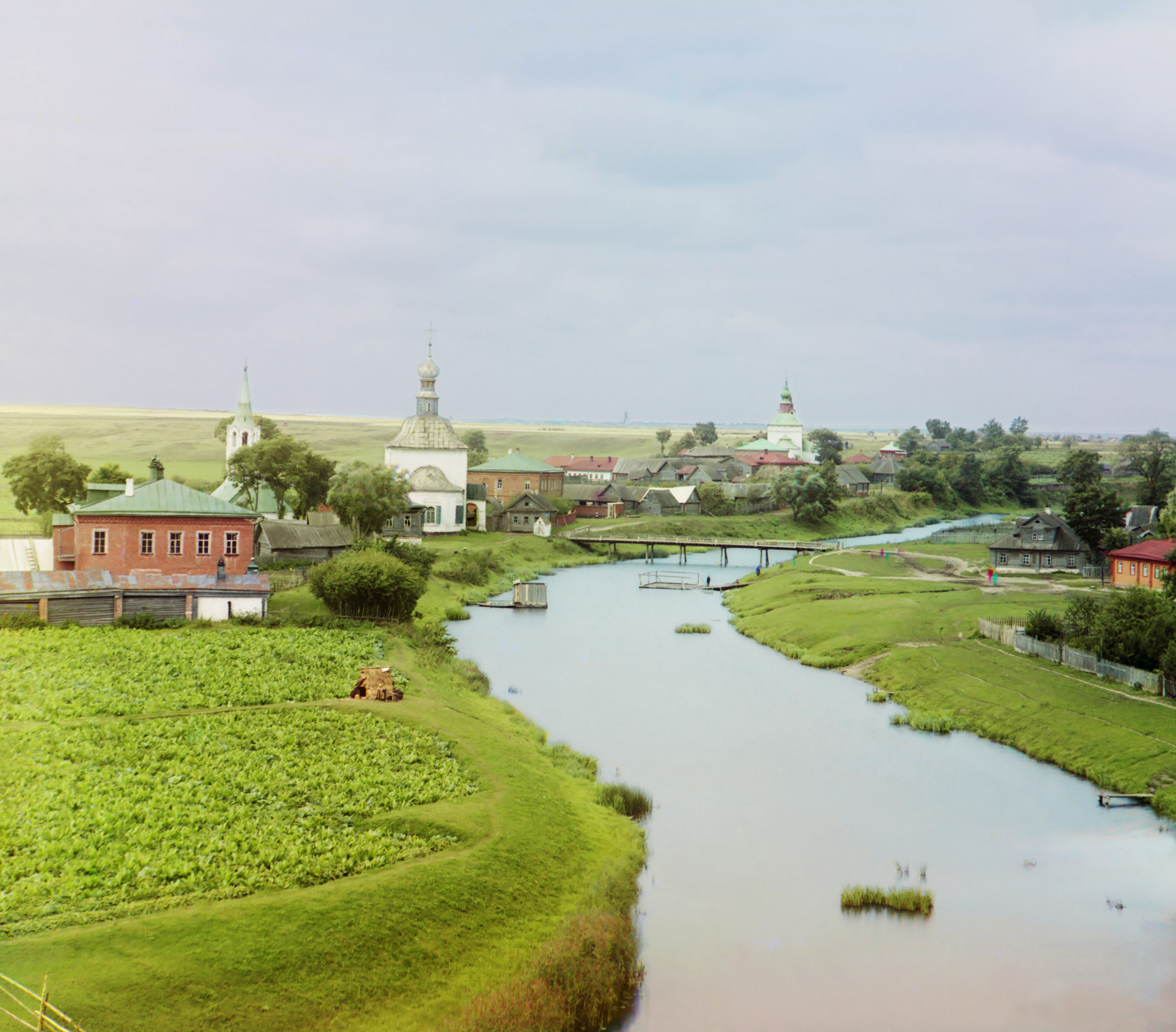
Pohled na Suzdal roku 1912 (foto Sergej Prokudin-Gorskij)

Na počátku 12. století, za vlády knížete Jurije I. Dolgorukého byl Suzdal centrem Rostovsko-suzdalského knížectví. Roku 1157 však kníže Andrej Bogoljubskij přenesl hlavní město do Vladimiru. V polovině 13. století byl Suzdal krátce hlavním městem Suzdalského knížectví, na počátku 14. století Suzdalsko-nižněnovgorodského knížectví, až se konečně roku 1392 stal součástí Moskevského velkoknížectví. Od roku 1572 byl Suzdal carským městem.
Město bylo značně poškozeno v letech 1608-1610 během polsko-litevské okupace, takže v Suzdalu zůstalo pouze 78 dvorů. Roku 1612 Poláci opět obléhali město, avšak tentokrát bezúspěšně.
Roku 1634 vyplenili město Krymští Tataři. V roce 1644 lehla popelem část města přiléhající ke kremlu. Další pohroma přišla v letech 1654-1655, kdy morová rána zahubila téměř polovinu z 2467 obyvatel města.
V roce 1681 bylo napočítáno 6145 obyvatel a 515 dvorů. Od roku 1708 spadalo město do Moskevské gubernie, od roku 1796 získalo status újezdního města Vladimirské gubernie.
Suzdal býval také důležitým náboženským centrem, v 16. století zde existovalo 11 klášterů (v 19. století již jen 5).
Ačkoliv ještě v 17. století zažilo město hospodářský rozkvět, později začalo upadat, až v polovině 19. století zcela ztratilo na významu, když se mu vyhnula železnice.
Za Sovětského svazu bylo v Suzdalu zbouráno 15 chrámů. Nicméně roku 1967 byl přijat generální plán rozvoje Suzdalu, podle kterého se měl stát Suzdal městem-muzeem. Byla tak zrušena nápravná zařízení, která ve městě fungovala, bylo vybudováno turistické centrum, zřízeny muzejní expozice, začalo se s restaurací památek.
Roku 1992 byly Suzdalský kreml a Spaso-Jevfimijův klášter v rámci Bílých památek Vladimiru a Suzdalu zaneseny na seznam světového dědictví UNESCO.

## Obyvatelstvo
K 1. lednu 2016 byl Suzdal 936. největším městem Ruska (z celkových 1112).
| Vývoj počtu obyvatel | Vývoj počtu obyvatel | Vývoj počtu obyvatel | Vývoj počtu obyvatel | Vývoj počtu obyvatel | Vývoj počtu obyvatel | Vývoj počtu obyvatel | Vývoj počtu obyvatel | Vývoj počtu obyvatel | Vývoj počtu obyvatel |
| -------------------- | -------------------- | -------------------- | -------------------- | -------------------- | -------------------- | -------------------- | -------------------- | -------------------- | -------------------- |
| 1856                 | 1859                 | 1897                 | 1913                 | 1923                 | 1926                 | 1959                 | 1970                 | 1979                 |                      |
| 6100                 | ▲6145                | ▲6412                | ▲7700                | ▼7100                | ▼6600                | ▲9012                | ▲10 179              | ▲11 529              |                      |
| 1989                 | 1992                 | 2000                 | 2001                 | 2002                 | 2003                 | 2005                 | 2006                 | 2009                 |                      |
| ▲12 063              | ▲12 100              | ▼12 000              | ▼11 900              | ▼11 357              | ▲11 400              | ▼11 200              | ▬11 200              | ▼10 965              |                      |
| 2010                 | 2011                 | 2012                 | 2013                 | 2014                 | 2015                 | 2016                 | 2017                 | 2018                 |                      |
| ▼10 535              | ▲10 553              | ▼10 409              | ▼10 240              | ▼10 061              | ▼9978                | ▼9865                |                      |                      |                      |

## Ekonomika

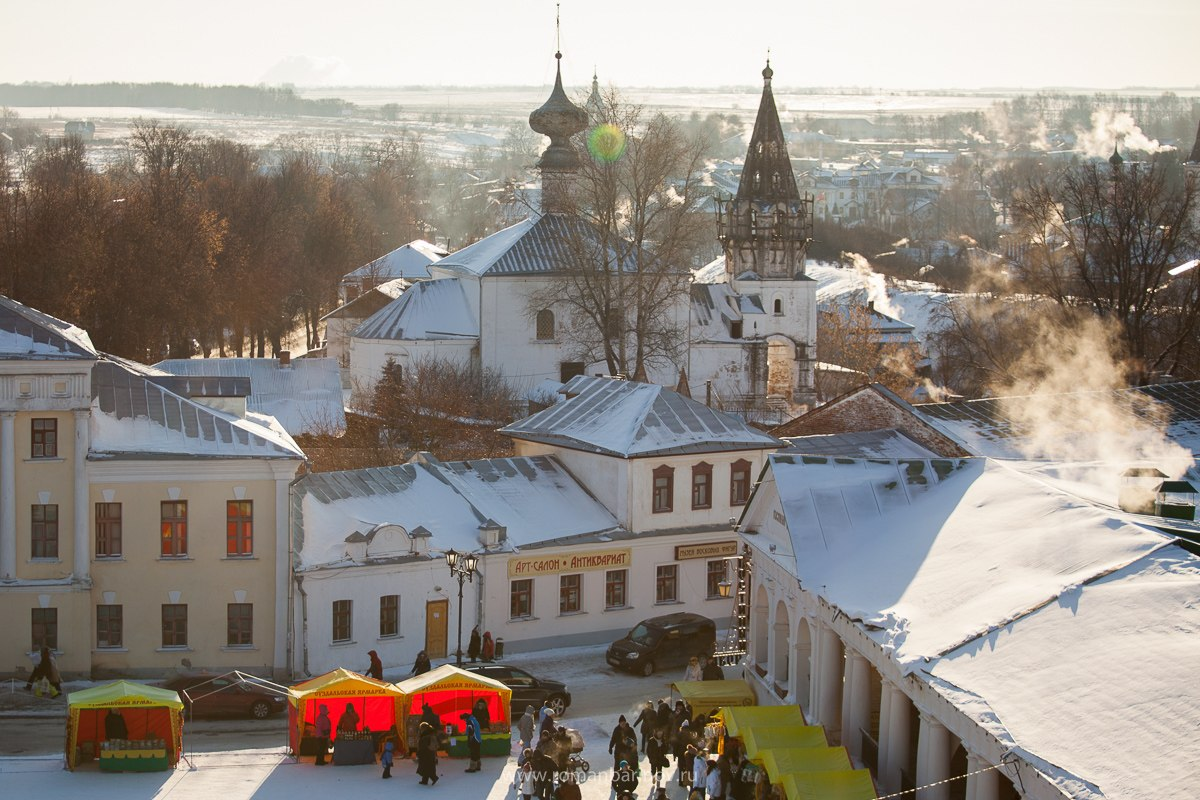
Centrum města

Ekonomika města je orientována především na turismus, provoz stravovacích a ubytovacích zařízení, prodej suvenýrů atp.
Funguje zde šicí dílna, výrobna suvenýrů z březové kůry a keramická dílna, které zastřešuje společnost Cech suvenýrů města Suzdal. Vyrábí se zde také medovina.
Každoročně se pořádají nejrůznější trhy spojené s kulturními akcemi.

## Kultura
Od roku 2002 hostí Suzdal každoročně Ruský festival animovaného filmu pod širým nebem, hlavní přehlídku ruské animované tvorby.
Každou druhou sobotu v červnu se koná v Muzeu dřevěného stavitelství Festival okurek.
Od roku 2010 se zde každoročně pořádá festival ruské sauny.

## Klima
| Suzdal – podnebí                                                   | Suzdal – podnebí | Suzdal – podnebí | Suzdal – podnebí | Suzdal – podnebí | Suzdal – podnebí | Suzdal – podnebí | Suzdal – podnebí | Suzdal – podnebí | Suzdal – podnebí | Suzdal – podnebí | Suzdal – podnebí | Suzdal – podnebí | Suzdal – podnebí |
| Období                                                             | leden            | únor             | březen           | duben            | květen           | červen           | červenec         | srpen            | září             | říjen            | listopad         | prosinec         | rok              |
| ------------------------------------------------------------------ | ---------------- | ---------------- | ---------------- | ---------------- | ---------------- | ---------------- | ---------------- | ---------------- | ---------------- | ---------------- | ---------------- | ---------------- | ---------------- |
| Průměrné denní maximum [°C]                                        | −8               | −7               | −1               | 8                | 17               | 22               | 24               | 22               | 15               | 7                | 0                | −6               | 8                |
| Průměrné denní minimum [°C]                                        | −15              | −16              | −10              | −2               | 5                | 9                | 12               | 10               | 6                | 0                | −6               | −12              | −2               |
| Průměrné srážky [mm]                                               | 32               | 26               | 28               | 30               | 44               | 61               | 80               | 64               | 55               | 49               | 39               | 39               | 547              |
| Zdroj: http://www.svali.ru/catalog~73~27533~index.htm 26. 12. 2016 |                  |                  |                  |                  |                  |                  |                  |                  |                  |                  |                  |                  |                  |

## Pamětihodnosti

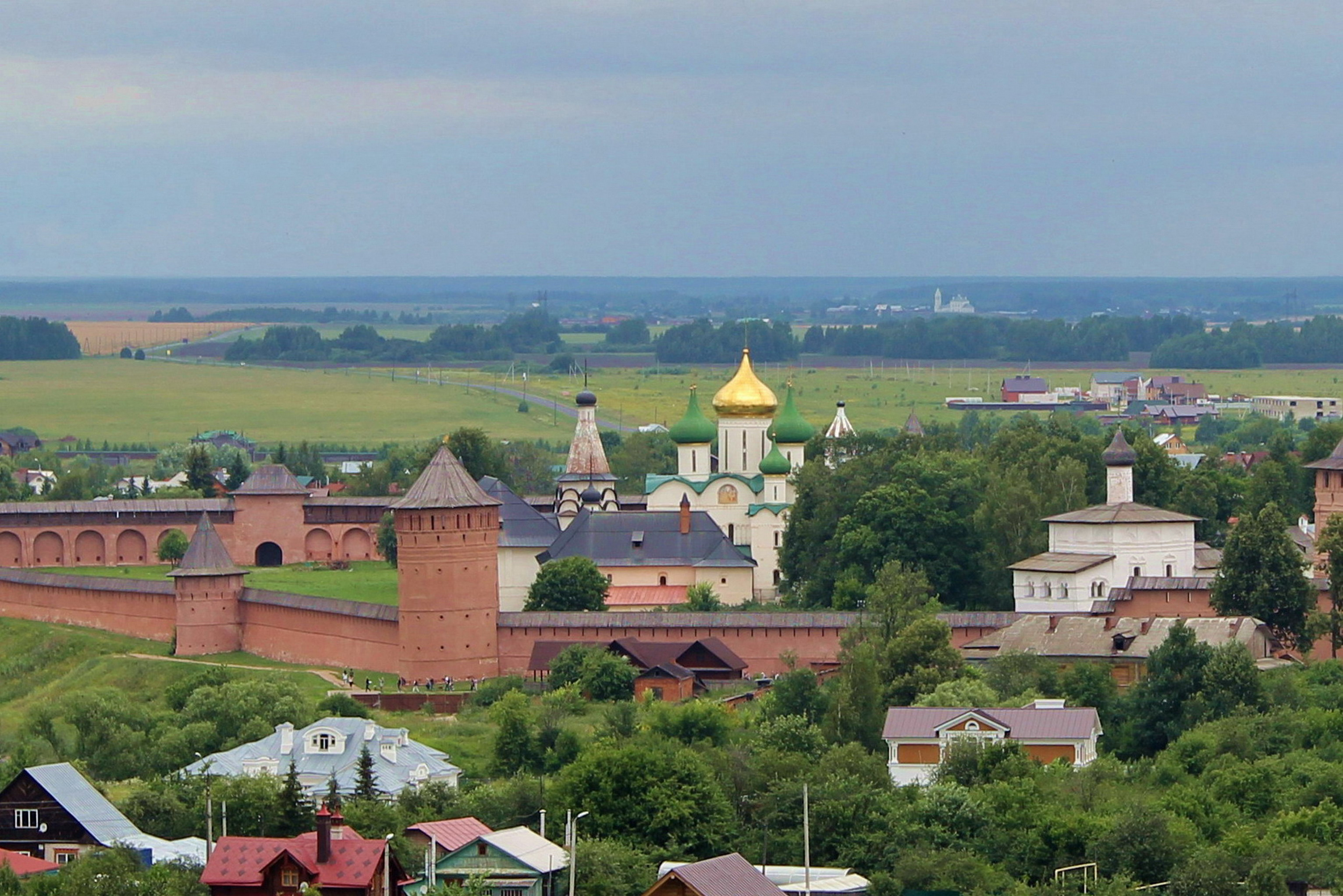
Spaso-Jevfimijův klášter

Pokrovský klášter a řeka Kamenka

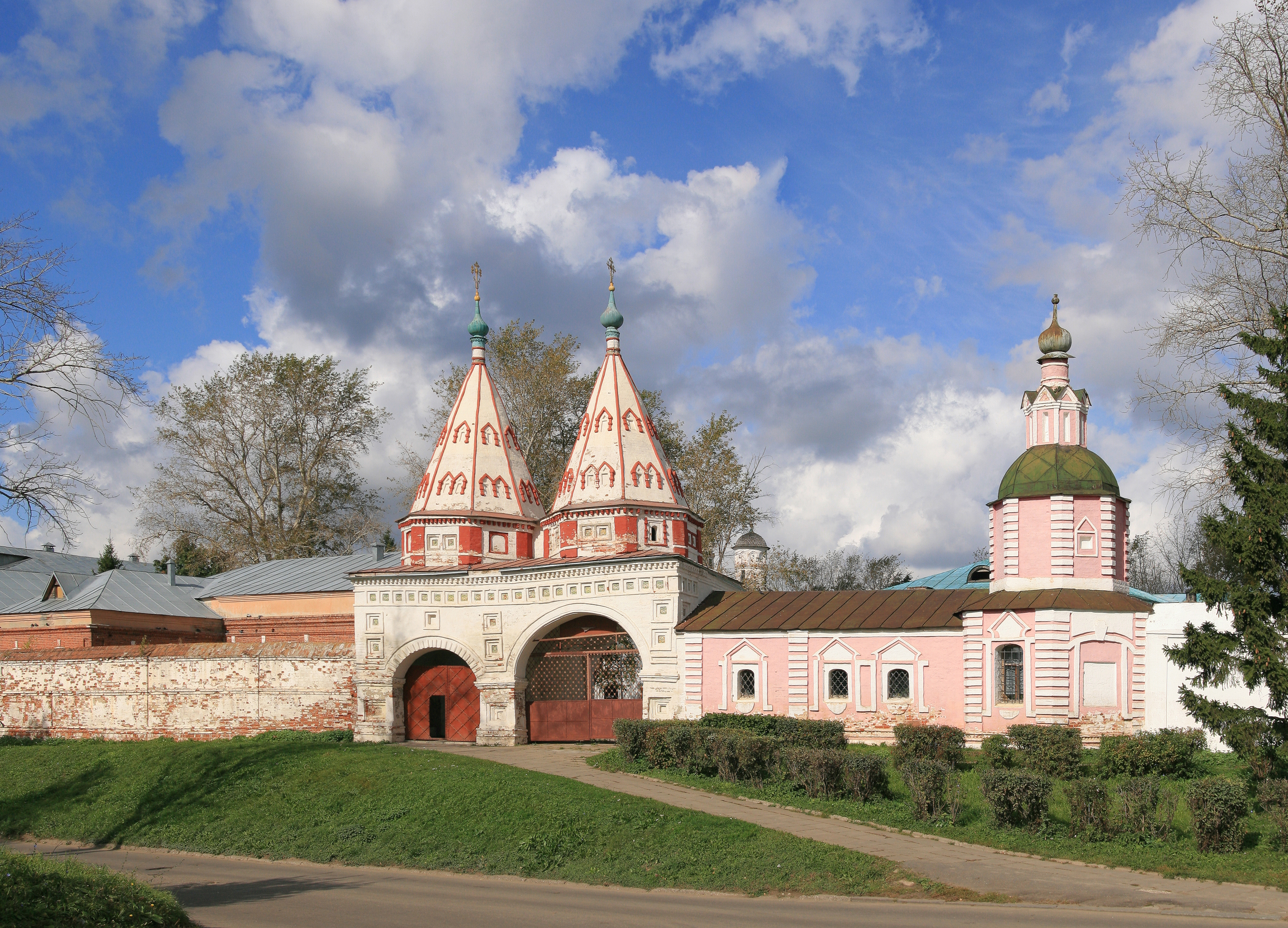
Brána kláštera Položení řízy Přesvaté Bohorodice

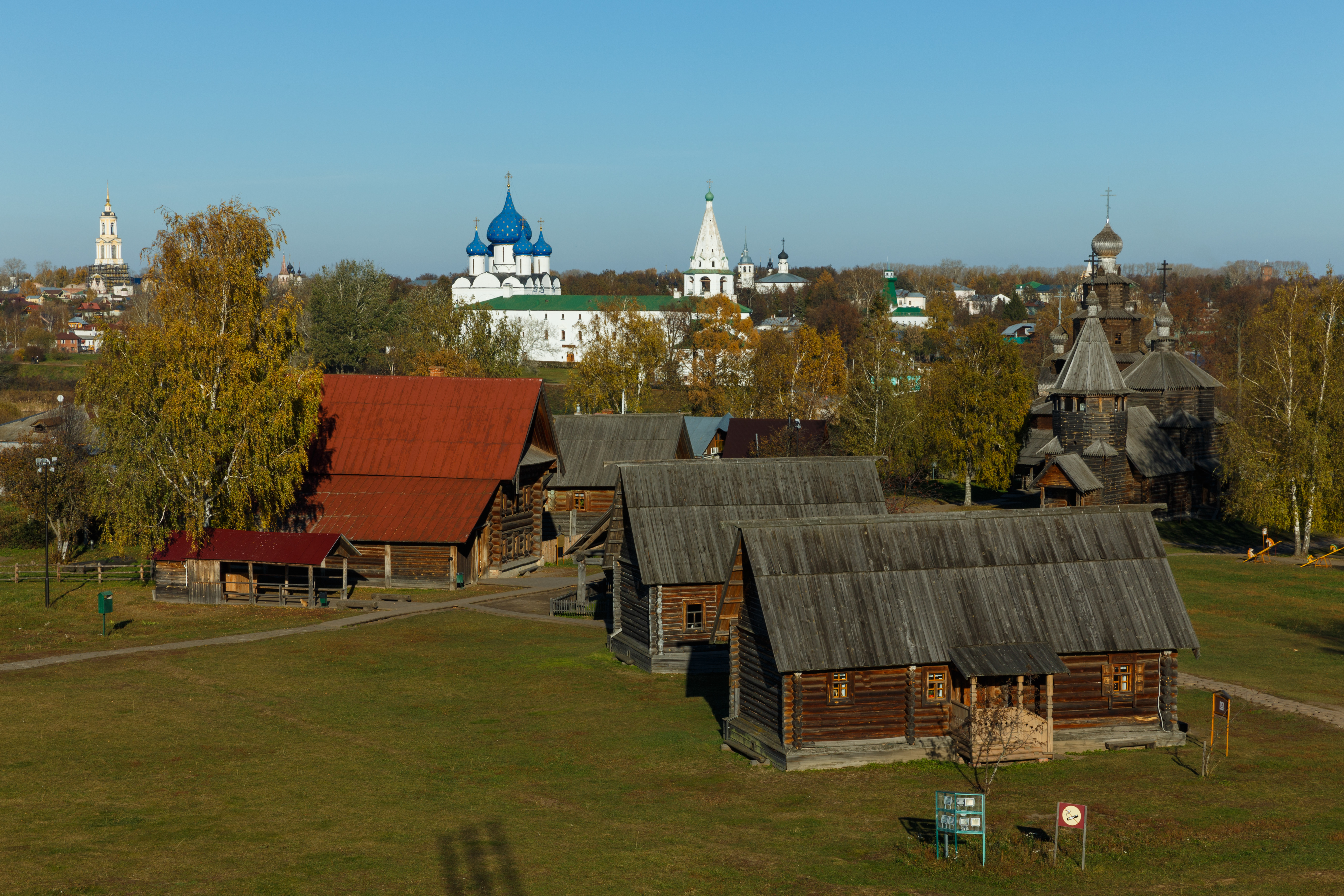
Muzeum dřevěného stavitelství

### Památky na seznamu světového dědictví UNESCO
- Suzdalský kreml

- Spaso-Jevfimijův klášter

### Kláštery
- Spaso-Jevfimijův klášter
- Pokrovský klášter
- Klášter svatého Alexandra
- Klášter Položení řízy Přesvaté Bohorodice
- Klášter svatého Vasila

### Chrámy
- Chrám vzkříšení (1732)
- Chrám Kazaňské ikony Boží Matky (1739)
- Chrám svatých Konstantina a Heleny (1707)
- Chrám ikony Boží Matky radosti všech truchlících (1750-1787)
- Chrám vjezdu Páně do Jeruzaléma (1702-1707)
- Chrám Paraskjevy Pjatnicy (1772)
- Chrám Setnutí hlavy svatého Jana Křtitele (1720)
- Chrám svatého Antipy (1745)
- Chrám svatého Lazara (1667)
- Chrám svatého Mikuláše (1770)
- Chrám svatých Kosmy a Damiána na Jarunové hoře (1725)
- Chrám Kžiřování na Mžaru (1749)
- Chrám Položení řízy Přesvaté Bohorodice na Mžaru (1777)
- Chrám svatých Borise a Gleba na Borisovské straně (1749)
- Chrám proroka Eliáše na Ivanově hoře (1744)
- Chrám Zjevení Páně v Koželužské čtvrti (1781)
- Chrám Narození svatého Jana Křtitele v Koželužské čtvrti (1739)
- Chrám Tichvinské ikony Boží Matky (konec 17. století)
- Chrám svatého Mikuláše u kláštera Položení řízy Přesvaté Bohorodice (1712)
- Chrám svatého Petra a Pavla u kláštera Položení řízy Přesvaté Bohorodice (1699)
- Chrám Smolenské ikony Boží Matky (1696-1707)
- Chrám Simeona Stylity staršího (1749)
- Chrám Povýšení svatého Kříže v Korovinkách (1696)
- Chrám svatých Kosmy a Damiána v Korovinkách (18. století)
- Chrám svatých Flory a Laura v Michalích (1803)
- Chrám Archanděla Michaela v Michalích (počátek 18. století)
- Chrám Alexandra Něvského v Michalích (počátek 20. století)
- Chrám Archanděla Michaela v Ivanovském (polovina 18. století)

### Ostatní
- Tržnice (1806-1811)
- Muzeum dřevěného stavitelství (skanzen)

## Osobnosti
- Alexej Kapitonovič Gastěv (1882–1939) – revolucionář, vědec a básník

## Partnerská města
- Rothenburg ob der Tauber, Německo, 1988
- Cles, 1991
- Évora, 2006
- Loches, 2011
- Šang-žao, 2012[10]
- Louny, Česko, do 80. let[11]